# Impasse des Vignoles
L'impasse des Vignoles est une voie située dans le quartier de Charonne du 20e arrondissement de Paris.

## Situation et accès
L'impasse des Vignoles est desservie à proximité par la ligne 9 à la station Buzenval.

## Origine du nom
Elle porte ce nom en raison du voisinage de la rue homonyme.

## Historique
Ancienne « impasse Milan » ouverte au XIXe siècle, elle prend son nom actuel par un arrêté du 1er février 1877 et est raccordée à l'assainissement collectif par un arrêté municipal du 9 octobre 1985.